# Koźlice (przystanek kolejowy)
Koźlice – przystanek kolejowy, niegdyś stacja kolejowa położona we wsi Koźlice, w województwie dolnośląskim w Polsce.

## Ruch pasażerski
| Rok  | Wymiana pasażerska na dobę |
| ---- | -------------------------- |
| 2017 | –                          |
| 2022 | 20-49                      |

## Eksploatacja
Przystanek jest obecnie używany w ruchu pasażerskim i towarowym. Przystanek nie obsługiwał ruchu pasażerskiego od 1 września 2010 roku w związku z jego zawieszeniem do ponownego uruchomienia 15 grudnia 2019 roku. 